# Het gala van de gouden K's 2024
Op Het gala van de gouden K's van 2024 worden gouden K's van 2024 toegekend.
Het gala wordt gehouden in het Antwerps Sportpaleis. De presentatie was in handen van de Ketnet-wrappers. De televisieregistratie van het gala werd door de VRT op 25 januari 2025 op Ketnet uitgezonden. Tijdens het gala zijn er optredens van onder meer Aaron Blommaert. 

## Genomineerden en winnaars 2024
Hieronder de volledige lijst van genomineerden in elke categorie. De winnaars zijn in het vet aangeduid.
| Categorie                     | Genomineerden |
| ----------------------------- | --- |
| Ketnet-programma van het jaar | Otis-Skate De Faker Kapot Gaan De Raad van Soekie |
| Ketnet-ster van het jaar      | Jelle Mels (Karrewiet) Jean-Romy Manzila (Raad v Soekie, Prank Squad) Ayana Doucouré (Hawa & Adam) Imea Denooze (GameKeepers)                                                                          |
| Teamwork van het jaar         | Céline Dept met Kylian Mbappé Bert De Kock speelt mee in de nieuwe film van K3 Timon Verbeeck en Thomas De Smet Pommelien Thijs en Meau voor Het midden                                                |
| Online ster van het jaar      | Timon Verbeeck Céline Dept Steffi Mercie Elias Verwilt |
| Artiest van het jaar          | Pommelien Thijs Camille Roxy Dekker Aaron Blommaert |
| Song van het jaar             | Europapa - Joost Klein On met la patate - Omdat Het Kan & Average Rob Oeh la la - Camille Ik wil dat je liegt - MAKSIM & Hannah Mae                                                                    |
| Held van het jaar             | Omdat Het Kan & Average Rob zorgen voor het supporterslied van de sportzomer Remco Evenepoel wint twee gouden Olympische medailles Timon Verbeeck verovert de wereld Gloria en Bart in de Droomfabriek |
| Online kanaal van het jaar    | Maxime & Sophie Karrewiet Dutchtuber Rutger & Thomas |
| Familieprogramma van het jaar | The Masked Singer Milo De Slimste Mens ter Wereld Kamp Waes |
| Outfit van het jaar           | KassaTicket Jerôme Plattenbos Camille Célia Arena |

## Meeste nominaties en prijzen
| Aantal nominaties | Artiest            | Aantal prijzen |
| ----------------- | ------------------ | -------------- |
| 3                 | Timon Verbeeck     | 3              |
| 2                 | De Raad van Soekie | 0              |
| 2                 | Karrewiet          | 2              |
| 2                 | Average Rob        | 1              |
| 2                 | Céline Dept        | 0              |
| 2                 | Camille            | 0              |
| 2                 | Pommelien Thijs    | 1              |

2013 · 2014 · 2015 · 2016 · 2017 · 2018 · 2019 · 2020 · 2021 · 2022 · 2023 · 2024